# キャメル (たばこ)

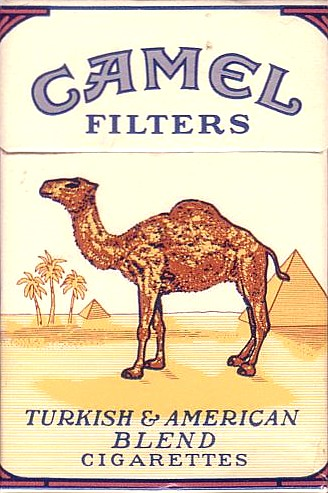
R.J.レイノルズ時代のキャメル・フィルター・ボックス(ユーゴスラビア仕様)

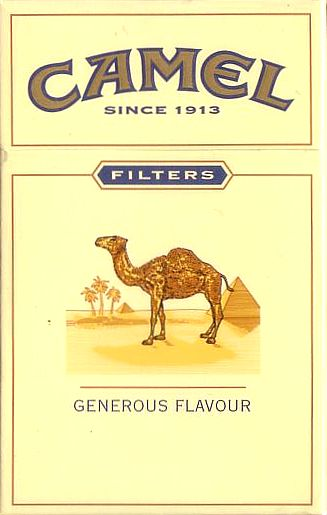
JTが買収して以降のキャメル・フィルター・ボックス

キャメル（CAMEL）は、タバコ銘柄のひとつ。日本では日本たばこ産業（JT）が製造・販売している。

## 概要
商品名キャメルとは英語で「ラクダ」のことで、パッケージに描かれているのは「オールドジョー」という名前のヒトコブラクダである。このパッケージの図案は、同じ名を持つイギリスのプログレッシブ・ロックバンド、キャメルのアルバム『Mirage』のジャケットにも使われている。
もともとは米国R.J.レイノルズ・タバコ・カンパニー（以下、RJR）が1913年に米国で発売し、現在では世界第5位の販売数量を持つグローバルブランドである。1921年には「I'd walk a mile for a Camel（キャメルのためなら1マイルでも歩く）」という有名なキャッチフレーズが生まれた。世界初のアメリカンブレンドを採用したタバコで、現在の生産はJT（子会社のJTインターナショナル）が行っている。
F1チーム（ウィリアムズ、ロータス、ベネトンなど）、MotoGPのポンスチーム、プラマック・レーシング、ヤマハ・モーター・レーシングへのスポンサーの他にも、オフロードカーで悪路を走破する「キャメルトロフィー」の冠スポンサーにもなっていた。
日本でも、第二次世界大戦以前から販売されていた。1936年11月に行われた値上げの時点では、20本入で76銭と高級品であった（同時期の国産廉価品であるゴールデンバットの価格は10本入で8銭）。戦後、日本国内の販売が再開されたが癖の強いトルコ葉の喫味が、日本市場では、熱烈なキャメル愛好家以外殆ど受け入れられなかった状況を受け、JT移行を機に癖を抑えたブレンドに変更された。ところが、個性が薄れたために、RJR時代以上に人気が低迷、メンソールの発売により一旦は回復したものの、人気銘柄といえる状態にはならなかった。
2011年5月には、JTが東日本大震災の影響で、それまで販売していた一部商品の販売を終了。キャメルシリーズも終了したが、販売再開の要望が多かったため、2013年1月から国内市場におけるキャメル販売の試金石として、ドイツから輸入する形で欧州を中心に世界20ヵ国以上で販売されている「キャメルブラック・ボックス」と「キャメルホワイト・ボックス」を全国約3,000店の販売店にて販売を開始することになった。その後、東京都と神奈川県のみ通常販売に移行されたためコンビニ等でも通常販売が行われている。その後2018年6月には7年ぶりに国内生産商品として「キャメル・ライト・ボックス」と「キャメル・メンソール・ライト・ボックス」を20本入り380円で発売を開始した。2019年7月にはトルコからの輸入の形で「キャメル・ボックス」の販売を再開。同年12月には巻紙にたばこ葉を加工した「シートたばこ」を使用することにより「葉巻たばこ」の扱いとして価格を抑えた「キャメル・シガー」を発売した。
RJR製は、トルコ葉由来の癖や味わいが特徴で、「Turkish & American Blend」と記載されていたが、2002年にJTIが米国以外での販売権を取得し、RJR生産からJTI生産に変更されたときに記載がなくなり、日本人向けに味が大きく変更され、それまでのキャメルとは全く異なる味（ナッツ系の香りと甘みが特徴）になってしまったと、旧キャメル喫煙者からは以前の味を望む声もあった。署名運動に発展したが、旧キャメルは復活されないままに終わった。ヨーロッパでは、「Natural Flavor（国によってはEssential Flavor）」として、無添加のキャメルを販売しており、こちらの方が旧キャメルの味に近いと言われている。また、ブラックとホワイトは、アメリカンブレンドならではの吸い応えでありながら、クセがなくすっきりとしたバランスの良いスムースな味わいが特徴となっている。
海外では、スペシャルパッケージが多く発売されており、コレクターを中心に人気が高い（日本ではあまり人気が無く、JT移行後はメンソールで2回（スリープのみを含む）とメンソール・ミニの発売時に色違いのパッケージを発売したのみだった）。ポーランドで2009年に発売されたパッケージは足跡でラクダを描いており、これ以外にも様々な物でラクダを描いたパッケージが発売されている。
2022年6月10日、JTから1箱￥430円という低価格で買える「キャメル・クラフト」シリーズが発売開始された。
2025年5月1日、JTは「キャメル・クラフト」全18種に20円の値上げを実施。最安値同率1位の紙巻きタバコ「フィリップ・モリス」も6月より同額の値上げを予定しており、最安値の地位は変わらない。

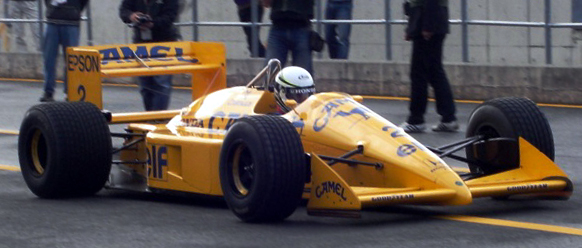
キャメルカラーをまとったロータス・ホンダのマシン
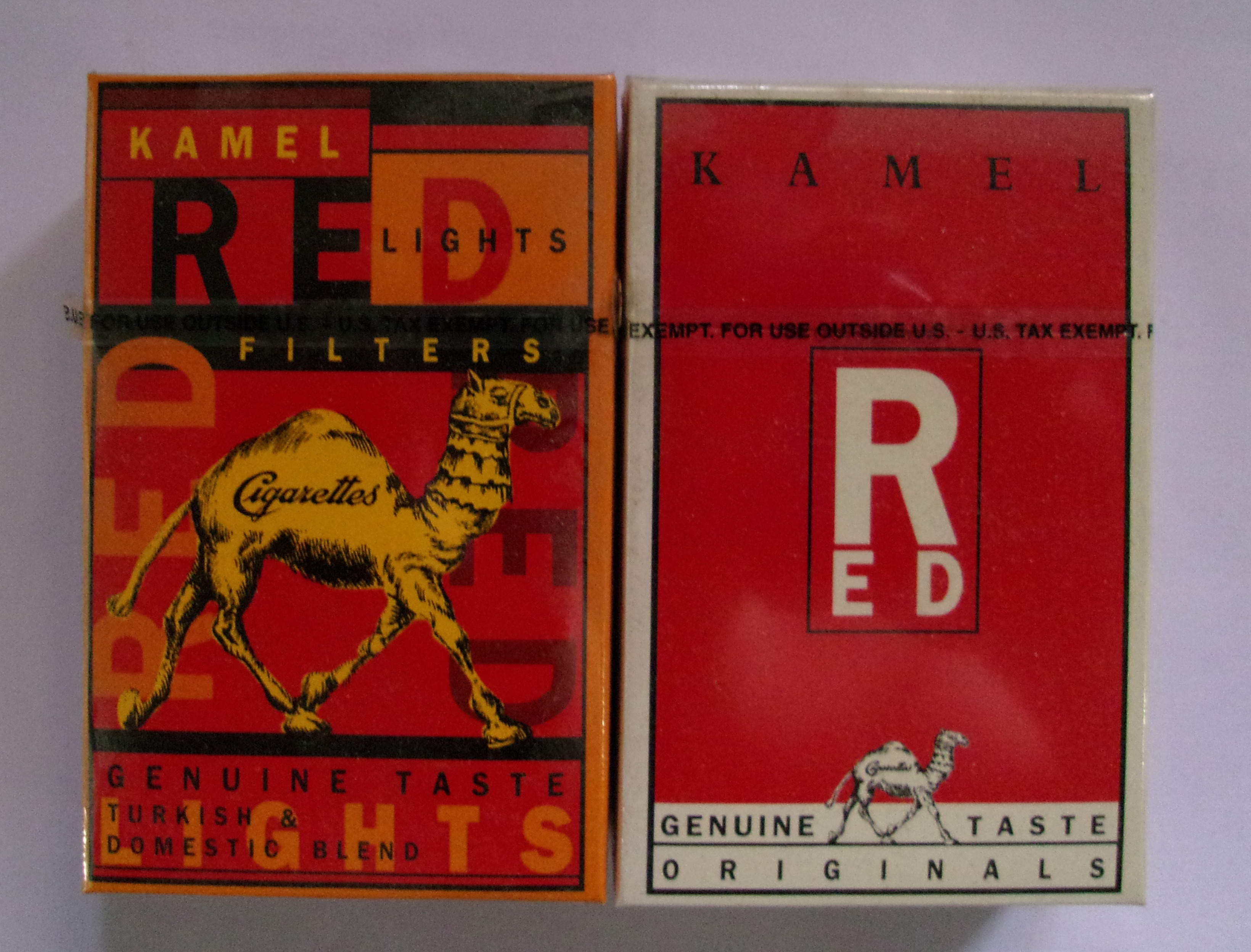
レッドキャメル キャメルのスペルはCではなくKになっている
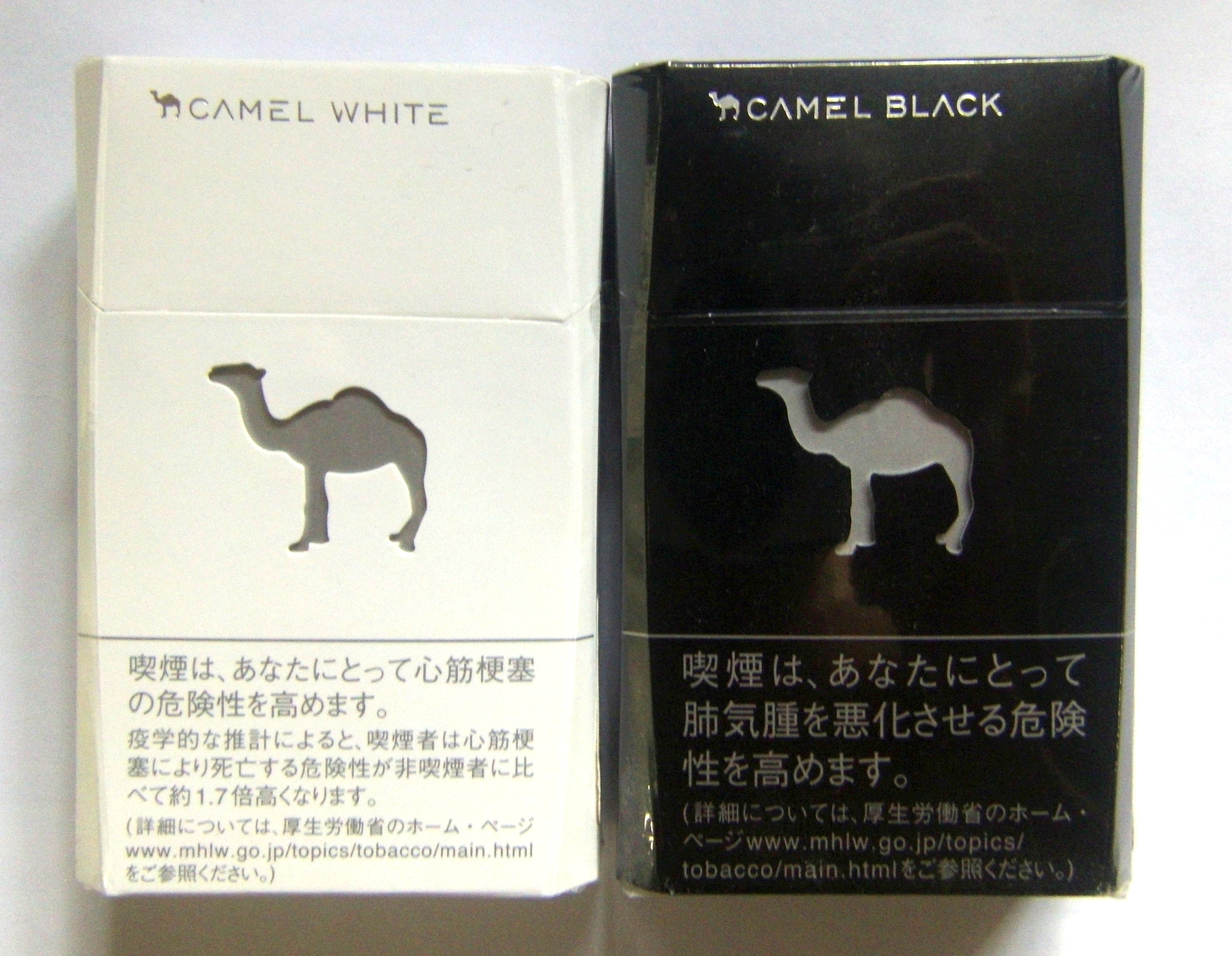
キャメルホワイトとキャメルブラック

## 製品一覧（日本国内販売製品）

### 販売終了製品（日本たばこ産業製造）
D-spec系統以外の全国発売製品は2005年5月まではエム・シー・タバコ・インターナショナルが販売し、その後はJTが販売していた。